# Maria Kuśnierz (Kuśnierzówna)
Maria Kuśnierz (Kuśnierzówna) (ur. 13 lutego 1916 w Prusach, zm. 9 października 1942 w KL Auschwitz) – nauczycielka, łączniczka Związku Walki Zbrojnej. 
Zatrudniona w szkolnictwie powszechnym, nauczycielka PSP w Częstochowie oraz krakowskim PCK. Uczestniczyła w licznych działaniach konspiracyjnych w Krakowie oraz Częstochowie (podziemne nauczanie, drukowanie ulotek). W maju 1942 roku, podczas przeszukiwania jej mieszkania, gestapo odnalazło dowody działalności konspiracyjnej, przez co wraz z siostrą Wiktorią Kuśnierz została osadzona w więzieniu w Krakowie, przy ulicy Montelupich. Poddawana torturom, nie ujawniła nikogo. W sierpniu 1942 wywieziona do Auschwitz-Birkenau (numer więźniarski 17146), gdzie najprawdopodobniej zachorowała na tyfus (w zeznaniach Wandy Marossanyi podaje, że w dniu zamordowania Maria była zdrowa). Została zamordowana przez podanie zastrzyku fenolu do serca w październiku 1942. 